# Cratere Galle (Marte)
Galle è un cratere di impatto presente sulla superficie di Marte, intitolato all'astronomo tedesco Johann Gottfried Galle. Il cratere, dal diametro di circa 220 km, è situato all'estremo orientale del bacino Argyre Planitia, e ad ovest della regione Noachis Terra. A nordest si trovano il cratere Wirtz e il cratere Helmholtz.

## Happy face crater
Il cratere Galle è noto per la somiglianza ad uno smiley: visto dallo spazio, i due crateri minori e il piccolo rilievo semicircolare al suo interno danno l'impressione di un volto sorridente. Per questo motivo il cratere è anche indicato in inglese con la locuzione happy-face crater ("cratere dal volto felice").

## Struttura geologica
La parte meridionale del cratere è occupata da sedimenti stratificati, nella medesima area sono presenti striature che si originano nei pressi della parete interna di Galle, forse dovute alla presenza di acqua liquida in tempi passati.
L'interno del cratere è stato eroso e scolpito dall'attività dai venti, come si può notare dalla presenza di numerose dune e di tracce scure nel terreno privato del suo strato superficiale di polveri riflettenti.

## Influenza culturale
Nella graphic novel Watchmen, di Alan Moore e Dave Gibbons, il cratere Galle è il luogo dove si schianta il veicolo del Dottor Manhattan. Gibbons, durante le ricerche di materiale su Marte, scoprì accidentalmente il cratere; dichiarò che la sua somiglianza con uno smiley "Era troppo bella per essere vera. Temevo che se l'avessimo inserita nel libro, la gente non ci avrebbe mai creduto". Nel 2009 è stata prodotta una versione cinematografica del libro: in una scena c'è una grande inquadratura del pianeta, che si allarga rivelando un'enorme faccina scolpita nel terreno.